# Yaygılı, Harran
Yaygılı là một xã thuộc huyện Harran, tỉnh Şanlıurfa, Thổ Nhĩ Kỳ. Dân số thời điểm năm 2011 là 605 người.